# Nephrotoma pedunculata
Nephrotoma pedunculata is een tweevleugelige uit de familie langpootmuggen (Tipulidae). De soort komt voor in het Nearctisch gebied.